# Manau (Hofheim in Unterfranken)
Manau ist ein Gemeindeteil der Stadt Hofheim in Unterfranken im Landkreis Haßberge in Bayern.

## Geographie und Verkehrsanbindung
Das Kirchdorf Manau liegt 3,7 km nordöstlich der Kernstadt Hofheim in Unterfranken direkt an der nördlich verlaufenden Kreisstraße HAS 40. Von dieser zweigt die Kreisstraße HAS 41 Richtung Norden ab. 800 m östlich fließt die Baunach, ein rechter Nebenfluss des Mains.

## Baudenkmäler
In der Liste der Baudenkmäler in Hofheim in Unterfranken sind für Manau fünf Baudenkmale aufgeführt.

## Persönlichkeiten
Der evangelische Theologe Christian Geyer (1862–1929) wurde in Manau geboren.